# Olympische Winterspiele 1998/Skispringen
Bei den XVIII. Olympischen Spielen 1998 in Nagano fanden drei Wettbewerbe im Skispringen statt. Austragungsort war das Hakuba-Skisprungstadion in Hakuba.
Im Skispringen gab es wieder zwei herausragende Athleten. Der Japaner Kazuyoshi Funaki und der Finne Jani Soininen errangen je eine Gold- und eine Silbermedaille in den Einzelspringen. Funaki siegte darüber hinaus ein weiteres Mal mit dem japanischen Team.

## Bilanz

### Medaillenspiegel
| Platz | Land        | Gold | Silber | Bronze | Gesamt |
| ----- | ----------- | ---- | ------ | ------ | ------ |
| 1     | Japan       | 2    | 1      | 1      | 4      |
| 2     | Finnland    | 1    | 1      | –      | 2      |
| 3     | Deutschland | –    | 1      | -      | 1      |
| 4     | Österreich  | –    | –      | 2      | 2      |

### Medaillengewinner
| Konkurrenz    | Gold                                                              | Silber                                                               | Bronze                                                                                 |
| ------------- | ----------------------------------------------------------------- | -------------------------------------------------------------------- | -------------------------------------------------------------------------------------- |
| Normalschanze | Jani Soininen                                                     | Kazuyoshi Funaki                                                     | Andreas Widhölzl                                                                       |
| Großschanze   | Kazuyoshi Funaki                                                  | Jani Soininen                                                        | Masahiko Harada                                                                        |
| Mannschaft    | JapanKazuyoshi Funaki Masahiko Harada Takanobu Okabe Hiroya Saitō | DeutschlandSven Hannawald Hansjörg Jäkle Martin Schmitt Dieter Thoma | ÖsterreichMartin Höllwarth Stefan Horngacher Reinhard Schwarzenberger Andreas Widhölzl |

## Ergebnisse

### Normalschanze
| Platz | Land        | Sportler                 | Weiten (m)  | Punkte |
| ----- | ----------- | ------------------------ | ----------- | ------ |
| 1     | Finnland    | Jani Soininen            | 90,0 / 89,0 | 234,5  |
| 2     | Japan       | Kazuyoshi Funaki         | 87,5 / 90,5 | 233,5  |
| 3     | Österreich  | Andreas Widhölzl         | 88,0 / 90,5 | 232,5  |
| 4     | Finnland    | Janne Ahonen             | 86,5 / 91,5 | 231,5  |
| 5     | Japan       | Masahiko Harada          | 91,5 / 84,5 | 228,5  |
| 6     | Slowenien   | Primož Peterka           | 87,0 / 89,9 | 223,0  |
| 7     | Japan       | Noriaki Kasai            | 87,5 / 84,5 | 221,5  |
| 8     | Norwegen    | Kristian Brenden         | 87,5 / 84,0 | 215,5  |
| 9     | Japan       | Hiroya Saitō             | 86,5 / 83,0 | 213,5  |
| 10    | Österreich  | Stefan Horngacher        | 85,0 / 84,5 | 212,5  |
| 11    | Österreich  | Reinhard Schwarzenberger | 86,0 / 83,0 | 211,0  |
| 11    | Tschechien  | Michal Doležal           | 81,5 / 87,5 | 211,0  |
| 13    | Deutschland | Dieter Thoma             | 84,5 / 83,0 | 208,5  |
| 14    | Deutschland | Sven Hannawald           | 83,5 / 84,0 | 207,5  |
| 15    | Finnland    | Ari-Pekka Nikkola        | 83,0 / 83,5 | 205,5  |
| 16    | Frankreich  | Nicolas Dessum           | 83,0 / 82,5 | 202,0  |
| 17    | Deutschland | Hansjörg Jäkle           | 82,0 / 82,5 | 200,5  |
| 18    | Schweiz     | Bruno Reuteler           | 81,0 / 84,0 | 200,0  |
| 19    | Deutschland | Martin Schmitt           | 82,0 / 82,0 | 199,5  |
| 20    | Finnland    | Mika Laitinen            | 82,5 / 81,5 | 199,0  |
| 21    | Polen       | Robert Mateja            | 81,5 / 82,0 | 197,5  |
| 22    | Österreich  | Andreas Goldberger       | 81,0 / 81,5 | 196,5  |
| 23    | Norwegen    | Henning Stensrud         | 81,0 / 81,0 | 193,0  |
| 24    | Tschechien  | František Jež            | 83,5 / 77,5 | 192,5  |
| 25    | Russland    | Artur Chamidullin        | 78,5 / 80,5 | 186,5  |
| 26    | Tschechien  | Jaroslav Sakala          | 77,5 / 80,5 | 185,0  |
| 27    | Russland    | Alexander Wolkow         | 78,0 / 79,5 | 184,0  |
| 28    | Tschechien  | Jakub Sucháček           | 77,5 / 81,0 | 183,5  |
| 29    | Schweiz     | Sylvain Freiholz         | 86,0 / 80,5 | 182,0  |
| 30    | Kasachstan  | Dmitri Tschwykow         | 79,0 / 75,0 | 177,0  |
| 31    | Ukraine     | Iwan Koslow              | 76,0 / –    | 085,5  |
| 32    | Kasachstan  | Stanislaw Filimonow      | 75,5 / –    | 085,0  |
| 32    | Italien     | Roberto Cecon            | 75,5 / –    | 085,0  |
| 32    | Polen       | Wojciech Skupień         | 76,0 / –    | 085,0  |
| 35    | Schweiz     | Simon Ammann             | 75,0 / –    | 083,5  |
| 36    | Norwegen    | Espen Bredesen           | 74,5 / –    | 082,5  |
| 37    | Frankreich  | Jérôme Gay               | 74,0 / –    | 082,0  |
| 38    | Slowenien   | Blaž Vrhovnik            | 74,5 / –    | 081,0  |
| 39    | Slowenien   | Peter Žonta              | 74,0 / –    | 080,5  |
| 40    | Belarus     | Aljaxej Schybko          | 74,0 / –    | 080,0  |
| 40    | Norwegen    | Roar Ljøkelsøy           | 74,0 / –    | 080,0  |
| 42    | USA         | Alan Alborn              | 74,0 / –    | 079,5  |
| 42    | Russland    | Nikolai Petruschin       | 73,5 / –    | 079,5  |
| 42    | USA         | Casey Colby              | 73,0 / –    | 079,5  |
| 42    | Slowenien   | Urban Franc              | 74,0 / –    | 079,5  |
| 46    | Südkorea    | Choi Heung-chul          | 73,0 / –    | 077,5  |
| 47    | Ukraine     | Wolodymyr Hlywka         | 73,0 / –    | 077,0  |
| 48    | Kasachstan  | Pawel Gaiduk             | 72,0 / –    | 076,5  |
| 49    | USA         | Randy Weber              | 71,0 / –    | 074,5  |
| 50    | Belarus     | Alexander Sinjawski      | 70,0 / –    | 071,5  |
| 51    | Polen       | Adam Małysz              | 69,5 / –    | 070,5  |
| 52    | USA         | Brendan Doran            | 68,5 / –    | 069,5  |
| 53    | Südkorea    | Choi Yong-jik            | 69,0 / –    | 069,0  |
| 54    | Russland    | Waleri Kobelew           | 68,0 / –    | 068,0  |
| 55    | Georgien    | Kachaber Zakadse         | 69,0 / –    | 066,5  |
| 56    | Schweiz     | Marco Steinauer          | 66,0 / –    | 063,5  |
| 56    | Ukraine     | Ljubym Kohan             | 67,5 / –    | 063,5  |
| 58    | Kasachstan  | Alexander Kolmakow       | 67,5 / –    | 063,0  |
| 59    | Südkorea    | Kim Hyun-ki              | 65,5 / –    | 061,5  |
| 60    | Slowakei    | Martin Mesík             | 65,0 / –    | 061,0  |
| 61    | Südkorea    | Kim Heung-soo            | 64,5 / –    | 059,5  |
| 62    | Polen       | Krystian Długopolski     | 61,0 / –    | 045,0  |

Datum: 11. Februar 1998

Hakuba-Skisprungstadion; K-Punkt: 90 m

62 Teilnehmer aus 19 Ländern, alle in der Wertung. Zum zweiten Durchgang waren nur die besten 30 Springer des ersten Durchgangs zugelassen.

### Großschanze
| Platz | Land        | Sportler                 | Weiten (m)    | Punkte |
| ----- | ----------- | ------------------------ | ------------- | ------ |
| 1     | Japan       | Kazuyoshi Funaki         | 126,0 / 132,5 | 272,3  |
| 2     | Finnland    | Jani Soininen            | 129,5 / 126,5 | 260,8  |
| 3     | Japan       | Masahiko Harada          | 120,0 / 136,0 | 258,3  |
| 4     | Österreich  | Andreas Widhölzl         | 131,0 / 120,5 | 258,2  |
| 5     | Slowenien   | Primož Peterka           | 119,0 / 130,5 | 251,1  |
| 6     | Japan       | Takanobu Okabe           | 130,0 / 119,5 | 250,1  |
| 7     | Österreich  | Reinhard Schwarzenberger | 115,5 / 131,0 | 244,2  |
| 8     | Tschechien  | Michal Doležal           | 116,0 / 130,5 | 243,2  |
| 9     | Norwegen    | Roar Ljøkelsøy           | 119,5 / 124,0 | 242,3  |
| 10    | Norwegen    | Lasse Ottesen            | 121,0 / 122,0 | 238,9  |
| 11    | Polen       | Wojciech Skupień         | 117,0 / 125,5 | 237,5  |
| 12    | Deutschland | Dieter Thoma             | 114,0 / 128,0 | 235,6  |
| 13    | Norwegen    | Kristian Brenden         | 113,0 / 127,0 | 234,5  |
| 14    | Deutschland | Martin Schmitt           | 118,5 / 123,0 | 233,7  |
| 15    | Tschechien  | Jakub Sucháček           | 117,5 / 121,0 | 229,3  |
| 16    | Frankreich  | Nicolas Dessum           | 118,5 / 119,0 | 228,5  |
| 17    | Slowenien   | Blaž Vrhovnik            | 116,0 / 122,5 | 226,8  |
| 18    | Finnland    | Mika Laitinen            | 119,5 / 115,0 | 222,5  |
| 19    | Schweiz     | Bruno Reuteler           | 115,5 / 120,5 | 222,3  |
| 20    | Polen       | Robert Mateja            | 116,5 / 118,0 | 219,6  |
| 21    | Frankreich  | Jérôme Gay               | 115,5 / 118,0 | 219,3  |
| 22    | Italien     | Roberto Cecon            | 116,0 / 116,0 | 217,6  |
| 23    | Russland    | Artur Chamidullin        | 117,0 / 117,0 | 217,2  |
| 24    | Tschechien  | František Jež            | 113,5 / 113,0 | 208,7  |
| 25    | Kasachstan  | Stanislaw Filimonow      | 111,0 / 116,0 | 206,6  |
| 26    | Slowakei    | Martin Mesík             | 112,0 / 110,5 | 198,0  |
| 27    | Russland    | Alexander Wolkow         | 111,0 / 101,5 | 179,5  |
| 28    | Slowenien   | Peter Žonta              | 114,5 / 098,5 | 178,4  |
| 29    | Ukraine     | Wolodymyr Hlywka         | 109,0 / 098,5 | 168,5  |
| 30    | USA         | Casey Colby              | 109,0 / 097,0 | 165,8  |
| 31    | Finnland    | Ari-Pekka Nikkola        | 108,5 / –     | 094,3  |
| 32    | Belarus     | Alexander Sinjawski      | 109,0 / –     | 094,2  |
| 33    | Schweiz     | Marco Steinauer          | 108,0 / –     | 093,9  |
| 34    | Slowenien   | Miha Rihtar              | 108,0 / –     | 093,4  |
| 35    | Russland    | Waleri Kobelew           | 108,0 / –     | 092,9  |
| 36    | Ukraine     | Iwan Koslow              | 108,0 / –     | 091,9  |
| 37    | Finnland    | Janne Ahonen             | 106,0 / –     | 091,3  |
| 38    | Norwegen    | Henning Stensrud         | 106,5 / –     | 089,7  |
| 39    | Schweiz     | Simon Ammann             | 106,0 / –     | 089,3  |
| 40    | Südkorea    | Choi Heung-chul          | 107,0 / –     | 089,1  |
| 41    | Schweiz     | Sylvain Freiholz         | 106,0 / –     | 088,8  |
| 42    | Kasachstan  | Pawel Gaiduk             | 104,5 / –     | 087,1  |
| 43    | Österreich  | Martin Höllwarth         | 104,5 / –     | 086,6  |
| 44    | USA         | Alan Alborn              | 102,5 / –     | 082,5  |
| 45    | Polen       | Łukasz Kruczek           | 102,0 / –     | 081,6  |
| 46    | Kasachstan  | Alexander Kolmakow       | 101,5 / –     | 080,7  |
| 47    | Japan       | Hiroya Saitō             | 100,5 / –     | 079,5  |
| 48    | Deutschland | Sven Hannawald           | 098,5 / –     | 078,0  |
| 49    | Kasachstan  | Dmitri Tschwykow         | 098,0 / –     | 076,2  |
| 50    | USA         | Randy Weber              | 097,0 / –     | 075,3  |
| 51    | Südkorea    | Kim Hyun-ki              | 098,0 / –     | 072,9  |
| 52    | Polen       | Adam Małysz              | 097,0 / –     | 071,1  |
| 53    | Südkorea    | Choi Yong-jik            | 094,5 / –     | 066,6  |
| 54    | Russland    | Nikolai Petruschin       | 094,5 / –     | 066,1  |
| 55    | Belarus     | Aljaxej Schybko          | 094,5 / –     | 065,1  |
| 56    | Tschechien  | Jaroslav Sakala          | 091,5 / –     | 061,2  |
| 57    | Deutschland | Hansjörg Jäkle           | 092,0 / –     | 061,1  |
| 58    | USA         | Brendan Doran            | 091,5 / –     | 058,7  |
| 59    | Georgien    | Kachaber Zakadse         | 089,5 / –     | 052,6  |
| 60    | Österreich  | Stefan Horngacher        | 084,0 / –     | 041,2  |
| 61    | Ukraine     | Ljubym Kohan             | 079,0 / –     | 035,2  |
| 62    | Südkorea    | Kim Heung-soo            | 070,5 / –     | 09,9   |

Datum: 15. Februar 1998

Hakuba-Skisprungstadion; K-Punkt: 120 m

62 Teilnehmer aus 19 Ländern, alle in der Wertung. Die besten 30 Springer des ersten Durchgangs waren zum zweiten Sprung zugelassen.

### Mannschaftsspringen
| Platz | Land / Sportler                                                                         | Weiten (m)                                              | Punkte                        |
| ----- | --------------------------------------------------------------------------------------- | ------------------------------------------------------- | ----------------------------- |
| 1     | Japan Takanobu Okabe Hiroya Saitō Masahiko Harada Kazuyoshi Funaki                      | 121,5 / 137,0 130,0 / 124,0 079,5 / 137,0 118,5 / 125,0 | 933,0 259,3 256,2 177,2 240,3 |
| 2     | Deutschland Sven Hannawald Martin Schmitt Hansjörg Jäkle Dieter Thoma                   | 125,5 / 128,0 098,0 / 126,5 096,0 / 123,5 130,0 / 120,5 | 897,4 258,3 200,1 193,6 245,4 |
| 3     | Österreich Reinhard Schwarzenberger Martin Höllwarth Stefan Horngacher Andreas Widhölzl | 101,5 / 118,5 122,5 / 123,0 104,5 / 108,0 123,0 / 136,5 | 881,5 196,5 241,9 176,5 266,6 |
| 4     | Norwegen Henning Stensrud Lasse Ottesen Roar Ljøkelsøy Kristian Brenden                 | 109,0 / 130,0 115,5 / 113,0 093,0 / 120,0 133,0 / 121,0 | 870,6 226,2 208,8 180,9 254,7 |
| 5     | Finnland Ari-Pekka Nikkola Mika Laitinen Janne Ahonen Jani Soininen                     | 103,5 / 122,0 112,0 / 102,5 101,0 / 128,0 113,0 / 131,0 | 833,9 202,9 184,1 213,2 233,7 |
| 6     | Schweiz Sylvain Freiholz Marco Steinauer Simon Ammann Bruno Reuteler                    | 113,0 / 116,5 107,5 / 103,0 081,5 / 100,0 115,0 / 123,5 | 735,0 211,1 175,4 117,7 230,8 |
| 7     | Tschechien Jakub Sucháček František Jež Michal Doležal Jaroslav Sakala                  | 077,0 / 120,5 115,5 / 106,5 102,5 / 126,5 101,5 / 098,5 | 710,3 149,5 199,1 205,2 156,5 |
| 8     | Polen Adam Małysz Łukasz Kruczek Wojciech Skupień Robert Mateja                         | 109,0 / 108,5 105,5 / 100,5 085,0 / 107,0 112,0 / 109,0 | 684,2 190,0 165,8 135,1 193,3 |
| 9     | Russland Nikolai Petruschin Artur Chamidullin Alexander Wolkow Waleri Kobelew           | 090,0 / 110,0 096,0 / 106,0 098,0 / 096,5 096,5 / 117,5 | 639,7 153,0 152,1 151,9 182,7 |
| 10    | Slowenien Miha Rihtar Peter Žonta Blaž Vrhovnik Primož Peterka                          | 094,0 / 120,0 065,5 / 114,0 090,0 / 094,0 125,0 / 103,5 | 610,3 180,7 104,1 123,2 202,3 |
| 11    | Kasachstan Pawel Gaiduk Alexander Kolmakow Dmitri Tschwykow Stanislaw Filimonow         | 087,0 / 098,0 102,5 / 109,5 095,0 / 100,0 077,0 / 126,0 | 602,0 126,0 176,1 143,5 156,4 |
| 12    | USA Mike Keuler Alan Alborn Randy Weber Casey Colby                                     | 094,5 / 097,5 086,5 / 096,0 082,0 / 095,0 087,0 / 098,0 | 490,7 138,1 120,0 109,6 123,0 |
| 13    | Südkorea Kim Heung-soo Kim Hyun-ki Choi Yong-jik Choi Heung-chul                        | 089,5 / 085,0 075,0 / 086,5 081,0 / 085,0 074,5 / 104,5 | 373,8 103,1 076,7 086,8 107,2 |

Datum: 17. Februar 1998

Hakuba-Skisprungstadion; K-Punkt: 120 m

13 Teams am Start, alle in der Wertung.